# گنوینو (استان لوبلین)
گنوینو (به لاتین: Gnojno) یک روستا در لهستان است که در گمینا کونستانتنوو واقع شده‌است. گنوینو ۱۶۰ نفر جمعیت دارد.